# Кильписъярви (деревня)
Кильписъярви (в СМИ иногда используют написание Килписъярви, Килписйярви, Килписярви; фин. Kilpisjärvi, северносаам. Gilbbesjávri) — деревня на севере Финляндии, в общине Энонтекиё, расположенная на берегу одноимённого озера. Население Кильписъярви по данным на 2000 год составляло 114 человек.

## Географическое положение, климат
Деревня расположена вблизи крайней северо-западной границы страны. Ближайшим к Кильписъярви населённым пунктом является деревня Шиботн, расположенная в 50 км к северо-западу, в норвежском муниципалитете Стурфьорд. Деревня находится в 9 км от пересечения границ Финляндии, Норвегии и Швеции, на берегу озера Кильписъярви, на высоте 473 м над уровнем моря. Недалеко от деревни возвышается гора Саана (1029 м). Кильписъярви является последним пунктом Европейского маршрута Е08 «Турку — Тромсё» на территории Финляндии.
Район Кильписъярви известен рекордной для Финляндии толщиной снежного покрова: 19 апреля 1997 года здесь была зафиксирована наибольшая для страны толщина снега — 190 см. Кроме того, самая большая в Финляндии толщина снега в декабре (126 см) также была зафиксирована в Кильписъярви.

## Достопримечательности, события
В деревне имеется собственные школа и гостиница. Здесь находится самая северная исследовательская станция Хельсинкского университета.
С 1945 года ежегодно в канун Юханнуса в деревне проходит международная лыжная гонка. В районе Кильписъярви тренируется лыжная сборная Финляндии.
3 мая 2015 года в деревне сгорела единственная школа. 40 человек были эвакуированы, никто не пострадал. От здания школы остались лишь фундамент и одна из стен.

## В популярной культуре
Герой клипа Poor Leno дуэта Röyksopp родом из этой деревни. На табличке в зоопарке вместе с рационом (Cold Porridge - холодная каша) указано место его обнаружения – Kilpisjärvi.